# Široké
Široké (em húngaro: Siroka) é um município da Eslováquia, situado no distrito de Prešov, na região de Prešov. Tem 25,79 km² de área e sua população em 2018 foi estimada em 2.514 habitantes.

## Demografia
| Ano:        | 1994 | 2004   | 2014   | 2024   |
| ----------- | ---- | ------ | ------ | ------ |
| Broj ljudi: | 2221 | 2282   | 2461   | 2445   |
| Razlika:    |      | +2,74% | +7,84% | -0,65% |

| Ano:               | 2023 | 2024   |
| ------------------ | ---- | ------ |
| Número de pessoas: | 2443 | 2445   |
| Diferença:         |      | +0,08% |